# Capo Morris Jesup
Il capo Morris Jesup (o Kap Morris Jesup) è un capo della Groenlandia. Si trova nella Terra di Peary e si protende nel Mar Glaciale Artico; è situato nel Parco nazionale della Groenlandia nordorientale, fuori da qualsiasi comune.
Capo Morris Jesup dista dal Polo Nord 712 km, ovvero 384.5 NM.
Raggiunto la prima volta da Robert Edwin Peary era una volta considerato il luogo più settentrionale della Terra, ma è stato spodestato dall'isola di Kaffeklubben (o dall'isola di Oodaaq se si considerano anche i banchi di ghiaia).